# 전성현
전성현(全星鉉, 1991년 11월 5일~)은 대한민국의 농구 선수로 포지션은 스윙맨이다.

## 안양 KGC인삼공사시절
주로 팀에서는 3점슈터로 출전을 하고있다. 대학 시절 불법도박에 가담해서 2015-2016시즌 정규리그 출전 정지의 중징계를 받았다. 하지만 플레이오프에서 맹활약하며 팀의 승리를 이끌었다.
2017-2018시즌이 끝난후 상무 농구단에 지원했으며, 합격했다.
김승기 감독이 이재도와 함께 오매불망 기다리고 있는 선수로 자신있게 슛을 쏘라는 주문을 했다고 한다.

## 상무 농구단시절
2018년 5월 14일 입대하며, 전역일은 2020년 1월 8일이다.

## 안양 KGC인삼공사복귀
2020년 1월 8일에 전역하였다.
복귀후 슈터로써 팀의 주요 득점원으로 활약하고 있다. 중요한 순간마다 3점슛을 꽃아넣기도 한다. 다만 성공률은 그리 높지 않은 편이다.
2020-2021시즌, 2021-2022시즌 연속으로 3점슛 1위에 등극하였다. 특히 2021-2022시즌에는 13시즌만에 평균 3점슛 3개를 넘겼으며, 3점슛 177개 성공으로 신기록을 세웠다.
2020-2021 시즌 KBL 역사상 최초 플레이오프 10연승, 무패우승을 달성하며 통산 세 번째 우승을 차지한다.
시즌후 데뷔후 처음으로 FA를 취득하였으며, 4년 보수총액 7억 5천만원의 조건으로 고양 캐롯 점퍼스로 이적하였다.

## 고양 캐롯 점퍼스시절
2021-2022시즌을 마친후 FA로 4년 보수총액 7억 5천만원의 조건으로 이적하였다.
2022-2023 SKT 에이닷 프로농구 10월 25일 경기에서 30득점 5리바운드 8어시스트를 기록하며 커리어하이를 달성했다.
2023년 1월 삼성전에서 3점슛 기록에 실패해 연속 경기 3점슛 기록이 76경기서 멈췄다.

## 출신 학교
- 서울묘곡초등학교
- 송도중학교
- 송도고등학교
- 중앙대학교

## 수상 경력
- 2013년 KB국민은행 대학농구리그 3점슛상
- 2020-2021 현대모비스 프로농구 챔피언 결정전 우승
- 2021년 2020-2021 현대모비스 프로농구 3점슛상
- 2021-2022 KGC 인삼공사 정관장 프로농구 챔피언 결정전 준우승
- 2022년 2021-2022 KGC 인삼공사 정관장 프로농구 베스트 5
- 2022년 2021-2022 KGC 인삼공사 정관장 프로농구 3점슛상